# علامة بينغ
علامة بينغ أو منعكس بينغ هي علامة سريرية يؤدي فيها وخز ظهر القدم أو إصبع القدم بدبوس إلى انبساط إصبع القدم الكبير. ويُلاحظ حصولها لدى المرضى الذين يعانون من آفة العصبون الحركي العلوي في الأطراف السفلية. وهي واحدة من عدد من الاستجابات المماثلة لمنعكس باطن القدم.
تحمل هذه العلامة اسم طبيب الأعصاب السويسري بول روبرت بينغ.

## وصلات خارجية
- Bing's reflex or sign على قاموس من سمى هذا؟